# زهنده
زهنده، روستایی است از توابع بخش لشت نشا شهرستان رشت در استان گیلان ایران.
در کیلومتر چهار جاده لشت نشا به آستانه اشرفیه قرار دارد.
دارای دهیاری،استخر طبیعی(سل به زبان محلی)
دارای دو مسجد به نام های قمربنی هاشم و سید الشهدا می باشد.
مردم محلی به شغل کشاورزی(نشاء برنج) و دامداری مشغول هستند.
رودخانه سفیدرود از قسمت شرقی این روستا میگذرد و یک دشت سرسبز مرتع چراگاه ساحلی کنار این رودخانه قرار دهد و جز روستای زهنده محسوب میشود و در زبان محلی لات محله نام دارد.
دارای کباب سرای کنار رودخانه
و یک تالار عروسی نیز می باشد.
آب برق تلفن و گاز کشی و جاده آسفالته دارد.
معنای روستا به معنای زیبنده و زیبا می‌باشد.
جز طرح هادی نیز می باشد.
دارای مردمان با فرهنگ و خونگرم می باشد.مساحت روستا بیشتر از دویست هکتار است.

## جمعیت
این روستا در دهستان جیرهنده لشت نشا قرار دارد و براساس سرشماری مرکز آمار ایران در سال ۱۳۹۵، جمعیت آن ۳۲۶نفر بوده‌است.